# Manius Æmilius Mamercinus
Pour les articles homonymes, voir Aemilius Mamercinus.
Manius Aemilius Mamercinus est un homme politique de la République romaine de la fin du Ve siècle av. J.-C., consul en 410 av. J.-C.

## Famille
Il est membre des Aemilii Mamercini, branche patricienne de la gens des Aemilii. Il est le fils de Mamercus Aemilius Mamercinus, dictateur en 437, 434 et 426 av. J.-C. Son nom complet, tel que donné par les fastes capitolins, est Manius Aemilius Mam.f. M.n. Mamercinus. Tite-Live donne aussi son cognomen sous la forme Mamercus. Les auteurs antiques ne s'accordent pas sur son praenomen, Tite-Live donne Marcus et Denys d'Halicarnasse Caius Manius.

## Biographie

### Consulat (410)
Il est consul en 410 av. J.-C. avec Caius Valerius Potitus Volusus pour collègue. Malgré l'action du tribun de la plèbe Marcus Menenius qui veut faire voter une loi agraire et bloque la levée, les consuls parviennent à réunir l'armée pour partir en campagne contre les Èques et les Volsques. Ils obtiennent l'honneur de célébrer une ovation pour la prise de la citadelle de Carventum (Arx Carventana),.

### Tribunats consulaires (405-401)
Il est élu tribun consulaire trois fois, en 405, 403 et 401 av. J.-C., avec cinq collègues à chaque fois. Lors de son premier tribunat, il commence avec ses collègues le siège de Véies,. Lors de ses deux tribunats suivants, Manius Aemilius reste responsable des opérations contre Véies,,.